# Heining-lès-Bouzonville
Heining-lès-Bouzonville è un comune francese di 484 abitanti situato nel dipartimento della Mosella nella regione del Grand Est.

## Società

### Evoluzione demografica
Abitanti censiti